# Mikroregion Catalão
Die Mikroregion Catalão ist eine statistische Region des IBGE (Instituto Brasileiro de Geografia e Estatística) im Südosten des brasilianischen Bundesstaates Goiás. Sie gehört zur Mesoregion Süd-Goiás.

## Gemeinden in der Mikroregion Catalão
Eine Region mit hügliger wie auch flacher Landschaft mit extensiver Rinderzucht, Soja Plantagen und einem regionalen Zentrum in Catalão, das sehr schnell wächst.
| Gemeinde              | Fläche (km²) | Einwohner (2010) | BIP 2006 (R$ 1.000,00) | BIP pro Kopf 2006 |
| --------------------- | ------------ | ---------------- | ---------------------- | ----------------- |
| Anhanguera            | 57           | 1.017            | 5.950                  | 6.510             |
| Campo Alegre de Goiás | 2.463        | 6.057            | 110.567                | 24.451            |
| Catalão               | 3.778        | 86.597           | 2.488.759              | 34.720            |
| Corumbaíba            | 1.482        | 8.164            | 177.466                | 23.703            |
| Cumari                | 580          | 2.961            | 21.982                 | 6.724             |
| Davinópolis           | 520          | 2.050            | 14.912                 | 7.349             |
| Goiandira             | 561          | 5.268            | 32.081                 | 6.868             |
| Ipameri               | 4.369        | 24.745           | 257.489                | 10.736            |
| Nova Aurora           | 303          | 2.069            | 12.891                 | 6.485             |
| Ouvidor               | 414          | 5.446            | 145.382                | 30.992            |
| Três Ranchos          | 282          | 2.817            | 17.840                 | 5.484             |
| Total:                | 15.239       | 147.191          | 3.285.319              | 22.320            |